# Echinopsis breviflora
Echinopsis breviflora là một loài thực vật có hoa trong họ Cactaceae. Loài này được (Backeb.) M.Lowry mô tả khoa học đầu tiên năm 2003.